# صحراويون
- صحراويون
- ⵉⵙⴻⵃⵔⴰⵡⵉⵢⴻⵏ
- Saharauis

الصحراويون (بالأمازيغية: "ⵉⵙⴻⵃⵔⴰⵡⵉⵢⴻⵏ" إصحراويين، بالدارجة المغربية: صحراوة) هو شعب يعيش في الجزء الغربي من الصحراء الكبرى في أفريقيا، في الصحراء الغربية (التي يتنازع عليها المغرب التي تسيطر على معظمها وجبهة البوليساريو التي تطلب الاستقلال) ومناطق أخرى في جنوب المغرب خارج نزاع. وجنوب غرب الجزائر وموريتانيا ومالي  . كما هو الحال مع معظم الشعوب التي تعيش في الصحراء، فإن الثقافة الصحراوية مختلطة. يظهر بشكل أساسي الخصائص العربية الأمازيغية ، مثل الوضع المتميز للمرأة، بالإضافة إلى الخصائص المشتركة بين المجموعات العرقية في الساحل. يتكون الصحراويون من العديد من القبائل ويتحدثون العربية باللهجة الحسانية ولا يزال بعضهم يتحدث اللغة الأمازيغية.

## مصطلحات وتاريخ
خلال الاحتلال الإسباني في نهاية القرن التاسع عشر، أطلق على سكان الصحراء الغربية اسم «لوس ناتيفوس» أو «لاس جنتيس ديل صاحرا». كانوا ينتمون إلى العديد من المجموعات القبلية من البدو الرحل أو شبه الرحل ذوات الانتماءات العرقية المختلفة، والتي أقامت علاقات مختلفة مع الكيانات المجاورة (المغرب والإمارات الموريتانية (شنقيط، ترارزا، براكنا وتاجانت)) والتي تأسست حول حدود الإقليم.
شيئًا فشيئًا، بدأت الإدارة الاستعمارية الإسبانية في استخدام مصطلح الصحراوي حصريًا للإشارة إلى «جميع سكان الإقليم». استعمل مصطلح «الصحراوي» بالفرنسية في السبعينيات للإشارة إلى «الصحراء الغربية وسكانها البدو الرحل».

## وجود متنازع عليه
وفقًا للمحلل لوران بوينتير، فإن هوية وفكرة «الشعب الصحراوي» تم صياغتها خلال النضال من أجل الاستقلال وإنهاء الاستعمار مثل العديد من الشعوب الإفريقية. منذ عام 1952، أصبح مصطلح «الشعب» مسألة أساسية في الأمم المتحدة لأنه يدعم الحق في تقرير المصير . ووفقًا لهذا المبدأ، وفي حالة الصحراويين، فالذي يعتبرهم شعب، يذكر إمكانية الاستقلال تجاه إسبانيا ثم ضد موريتانيا والمغرب.
وبالتالي فإن وجود الصحراويين كشعب هو موضوع صراع سياسي وأيديولوجي ودلالي بين المغاربة والانفصاليين. إذا كان وجود هذا الشعب واضحًا بالنسبة لجبهة البوليساريو، ولم يكن محل نزاع عليه إلا لأن البلد الذي يعيش فيه تحتله قوات أجنبية، أما الحكومة المغربية فتعتبره «مصطنعًا» و «خياليًا» وثمرة التلاعب السياسي. بالنسبة للمؤرخ والجغرافي جان سيلير، كانت الصحراء الإسبانية مأهولة بالموريون كما في موريتانيا. وهذه هي الحجة العرقية التي استخدمها مختار ولد داده للمطالبة بضم الأراضي إلى موريتانيا منذ عام 1957.
ونتيجة لذلك، فإن الاعتراف أو النكران للشعب الصحراوي في اللعبة الجيوسياسية الدولية يؤثر على الاعتراف بوجود «كيان صحراوي». بالنسبة لبرنارد شيريني، أثناء إنهاء الاستعمار والحرب الباردة، فإن الشعب الصحراوي أصبح يعيش قصة «أرليسيان» من الصراع واللعبة الدبلوماسية بين البلدان المغاربية والقوى المتوسطية والقوى العظمى.

## ثقافة وأنماط الحياة
حتى سبعينيات القرن العشرين، كان الصحراويون في الأساس من البدو الرحل مع عدد قليل من الحضر. تأسست العيون في عام 1938 من طرف الإسبان. يتكون مجتمعهم من قبائل تشكل مجموعة متجانسة تمامًا في الثقافة والعادات وأساليب الحياة .
حتى إنهاء الاستعمار، كان الصحراويون يُعتبرون من البدو الرحل، وكان رعي الإبل أساسي في اقتصادهم وأسلوب حياتهم. في عام 1947، كان لدى الرقيبات أكثر من 40 000 ابل مع حوالي 10 حيوانات لكل عائلة. يتغذى البدو على اللبن واللحوم. تبعت هجراتهم حيثما ينزل المطر ومنها جاء اللقب «أبناء السحاب».
القصف الجوي الفرنسي والإسباني للجيش تحرير المغربي الصحراوي  خلال حرب إفني، وإعادة التوطين القسري والطرد من قبل الإدارة الاستعمارية في عام 1958، والقتال الدائر بين البوليساريو والجيوش الموريتانية والمغربية، واتساع العمران في ثمانينات وتسعينيات القرن العشرين تسبب في تدمير القطعان والمراعي والنزوح الريفي الضخم إلى المدن أو إلى مخيمات اللاجئين دون إمكانية العودة. في بداية القرن الحادي والعشرين، أصبح معظم الصحراويون من الحضرعلى الرغم من أن ثقافتهم ما زالت بدوية.

### القبائل والعشائر

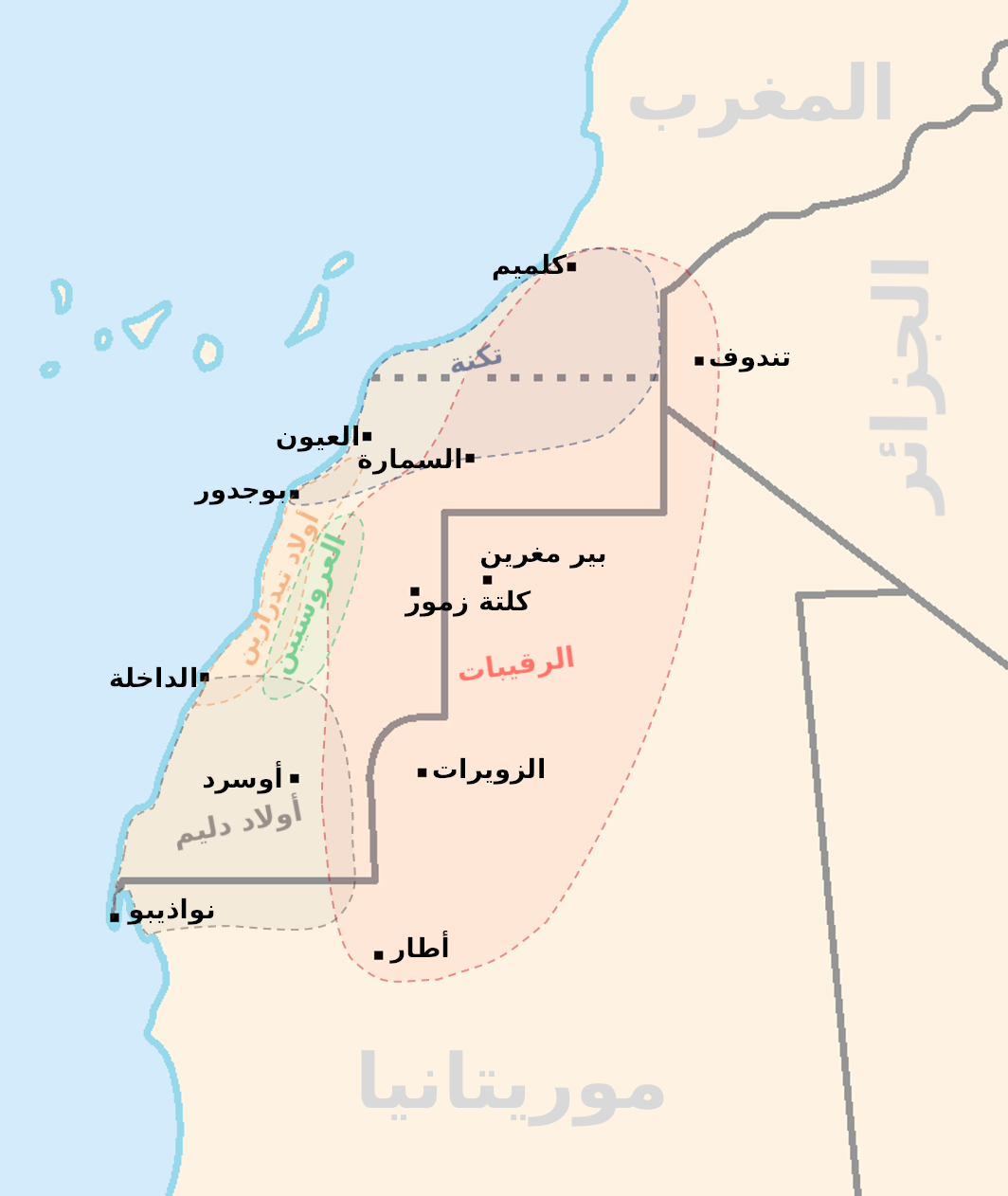
خريطة قبائل الصحراء الغربية

التكوين القبلي لسكان الصحراء الغربية حسب إحصاء إسباني 1974
شكلت الأسرة التي تمتلك قطيعا أساس المجتمع التقليدي. تشكل علاقات القرابة أو المعاملة بين العائلات القبائل. غالبًا ما يتم التعرف على هذه القبائل بجد ومؤسس مشترك ذو مقام ديني: الولي الصالح، المرابط، سليل الرسول ( الشريف ). . . رغم أنها بدات بالاختفاء اليوم، إلا أن الانتماء إلى قبيلة ما زال مهمًا أو جليا لمعظم الصحراويين.
هناك ثلاث مجموعات قبلية كبرى في الصحراء الغربية: القبائل الصنهاجية «الرقيبات» والتكنيين، والقبائل العربية أولاد ديلم الذين ينحدرون من بنو معقل. تضاف إلى هذه المجموعات الكبيرة اثنتين من قبيلتين صنهاجيتين متوسطة الأهمية، وهما أولاد تيدرارين ولعروسيين، بالإضافة إلى ائتلاف قبائل أهل ماء العينين المرابطية، التي تتمحور حول تلامذة الشيخ ماء العينين القلقمي، تتألف القبائل المختلفة هي أيضا من عدد متغير من الأفخاذ و البطون.
في عام 1993، كان حوالي ثلث الصحراويين ينتمون إلى مجموعة الحراطين، وهي حالة خاصة حيث توصف أحيانًا بأنها طائفة أو طبقة اجتماعية. الحراطين هم أحفاد العبيد الذين عملوا كخدم أو رعاة للبدو مثل البلة عند الطوارق. على الرغم من إلغاؤها رسمياً، إلا أن استمرار هذه العبودية يلاحظ بانتظام ل عن طريق الشهادات والإدانات المتكررة.

### اللغة

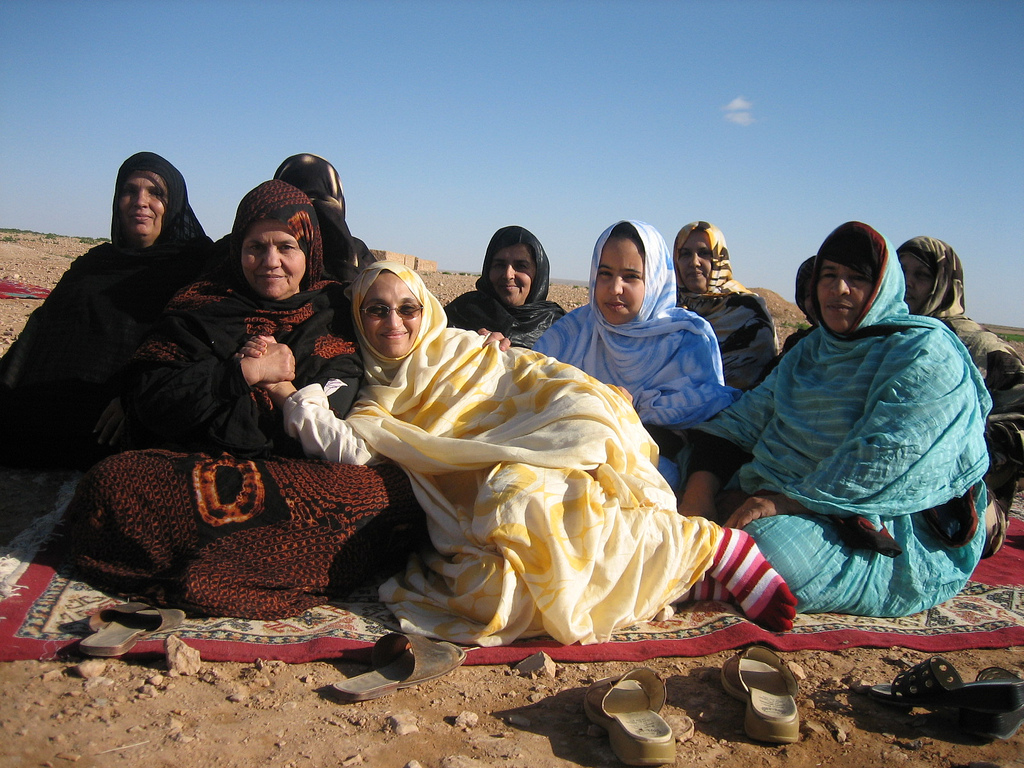
مجموعة من الصحراويات.

يتشارك الصحراويون لغة مشتركة هي الحسانية وهي لهجة عربية بدوية، في شمال الإقليم، هناك أقلية من أفراد قبائل تكنة الشرقية يتحدثون الأمازيغية باللهجة الشلحية.
اللغة الصحراوية الأصلية هي الحسانية، وهي لهجة عربية التي كانت تتحدثها أصلاً قبائل بني حسان العربية في الصحراء الغربية. ولقد ازاحت بالكامل اللغات الأمازيغية التي كانت تستخدم أصلا في هذه المنطقة. هذه اللهجة رغم كونها ذات اصل عربي الا انها بعيدة نسبياً عن اللهجات العربية الأخرى في شمال إفريقيا. تعرض موقعها الجغرافي للتأثير من اللغة آزناك واللغة الولوفية. هناك العديد من لهجات الحسانية حيث أن الاختلافات الأساسية بينهم هي في الصوتيات. يتحدث بالحسانية اليوم في جنوب غرب الجزائر وشمال مالي وموريتانيا وجنوب المغرب والصحراء الغربية. (موريتانيا لديها أكبر تركيز للمتحدثين). يتحدث بعض الصحراويين اللغة التشاولية و/أو العربية المغربية كلغة ثانية بسبب التفاعل مع السكان المجاورين.

### الدين
انتشر الإسلام بين الصحراويين عن طريق ترحال البدو وتمارس الشعائر الدينية في زوايا المرابطين والطرقيين بدلا من المساجد، إلا أن هذه الزوايا لعبت ولا تزال تلعب دورا هاما. في الصحراء وخارج المدن، يتم اداء الصلاة في محاذاة خط حجري «مصلى» يرمز إلى مسجد ويحمل حجرًا مركزيًا مرتفعًا للإمام.
هذه الممارسات الدينية لا تزال حية إلى اليوم. تقاليد الطرق الصوفية الرئيسية التي تنقسم إلى فروع متنافسة في بعض الأحيان هي القادرية والجازولية. هذه الطرق، التي لها أحيانًا عدة قرون من الوجود، يمكنها تجاوز الحدود والمجموعات العرقية فهي موجودة في مالي وموريتانيا والمغرب والسنغال ونيجيريا. تحالف بعضهم مع المستعمر الأسباني مثل السيدية. على العكس من ذلك، عارضت الغدوفية والتيجانية الأوروبيين وخاصة الفرنسيين في المغرب وموريتانيا في القرن التاسع عشر. طورت أقلية دينية مذهبًا صوفيًا في النصف الثاني من القرن التاسع عشر ومازال يوجد بعض الموردين لها إلى اليوم.

## فيلموغرافيا
طبراء ، صور لنساء صحراويين(بالإسبانية)، فيلم وثائقي إسباني (2007)